# 토요일
| 요일   | 요일   | 요일   | 요일   | 요일   | 요일   | 요일   |
| ------ | ------ | ------ | ------ | ------ | ------ | ------ |
| 월요일 | 화요일 | 수요일 | 목요일 | 금요일 | 토요일 | 일요일 |

토요일(土曜日, Saturday)은 요일 중의 하나로,  금요일 뒤의 날, 일요일 앞의 날이다. 토요일은 대부분의 서방 국가에서 주말의 일부로 취급한다.

## 이름
일부 게르만어파 언어에서 토요일은 '사투르누스의 날'(영어: Saturday, 네덜란드어: Zaterdag)을 어원으로 하고 있는데, 사투르누스는 토성을 상징하는 신이므로, 대한민국과 일본에서는 '토요일'로 불린다. 나머지 대부분의 경우 북게르만어 즉 노르만어 위주로는 lördag이라고 한다. 그러나 게르만어의 중심인 독일어는 Samstag[zámsta:k]라고 다르게 부른다. 잠(Sam)이라는 위인/신이 있는가 혹은 아래 라틴어파 sabato 특히 불어를 접해 들어온 것이 아닐까 하는 의견이 있다.
남부 유럽 언어 및 동남아 언어에서 '토요일'이란 낱말은 안식일(샤밭)을 어원으로 하고 있다. 그 예로는 그리스어 Σάββατο, 이탈리아어 sabato, 인도네시아어 sabtu 등이 있다.

### 중국
- 중국에서는 토요일을 한 주의 여섯째 날이라는 의미로 '星期六'이라고 한다.

### 페르시아
- 이란에서는 일반적인 요일을 뜻하는 샴베(شنبه)라고 부른다. 이란은 이슬람교를 믿는 국가이므로, 토요일이 한 주의 첫번째 날이다. 당나라 대의 점성술 서적인 수요경에서는 토요일을 '흡삼물(翕森勿)'이라고 했다고 했는데, 이는 7번째 날이라는 것을 뜻한다.

## 행사와 문화
- 대한민국의 초·중·고등학교는 2012학년도부터 주5일제를 전면 실시하여 토요일에 등교를 하지 않게 되었다.
- 대한민국의 기업체에서는 2005년 1월 1일부터 주5일제를 적용하면서 토요일에는 근무하지 않게 되었다. 공식적으로는 토요일에 휴무지만 일부 중소기업 등에서는 토요일에도 사실상 근무한다.
- 일본에서는 1월 14일 이후 첫 토요일에 센터시험의 지리역사•공민, 국어, 외국어 시험을 본다.
- 2009-10시즌부터 UEFA 챔피언스리그와 UEFA 유로파리그의 결승전이 토요일에 열린다.
- 프리미어리그 등 프로 축구 리그는 대체로 토요일에 경기를 한다.
- 중화인민공화국이나 헝가리는 공휴일이 화요일이나 목요일이면 연휴를 만들고 직전 토요일을 평일로 한다.

## 같이 보기
- 토요일로 시작하는 평년
- 토요일로 시작하는 윤년